# Šudine
Šudine är en ort i Bosnien och Hercegovina.   Den ligger i entiteten Federationen Bosnien och Hercegovina, i den centrala delen av landet, 40 km nordväst om huvudstaden Sarajevo. Šudine ligger 635 meter över havet och antalet invånare är 143.
Terrängen runt Šudine är kuperad, och sluttar norrut.  Runt Šudine är det ganska tätbefolkat, med 93 invånare per kvadratkilometer.. Närmaste större samhälle är Zenica, 12,2 km norr om Šudine.
Omgivningarna runt Šudine är en mosaik av jordbruksmark och naturlig växtlighet.